# Pouls papirperformance
|  | Denne artikel er oprettet af botten PalnaBot ud fra en ekstern database. Den kan derfor have sproglige fejl eller mangler. Denne skabelon kan fjernes efter kontrol af indholdet. |

Pouls papirperformance er en film instrueret af Ole Schelde.

## Handling
Dokumenterer Poul Gernes som performer i et hans mest kendte happeningnumre opført på Toftevangskolen i 1967. Gernes vikler sig ind i papir og skærer sig dernæst ud med sin lommekniv inde fra papirrullen.